# Hypena mimicalis
Hypena mimicalis är en fjärilsart som beskrevs av Swinhoe 1885. Hypena mimicalis ingår i släktet Hypena och familjen nattflyn. Inga underarter finns listade i Catalogue of Life.